# Provincia di Pathum Thani
La provincia di Pathum Thani (in thai: จังหวัดปทุมธานี) si trova in Thailandia, nella regione della Thailandia Centrale. Si estende per 1 525,9 km², ha 1 163 604 abitanti ed il capoluogo è il distretto di Mueang Pathum Thani, nel cui territorio si trova la città omonima, che è sede del governo provinciale e distrettuale, ma con i suoi 23 633 abitanti era nel 2019 solo l'undicesima più popolata della provincia. La città con il maggior numero di abitanti era Rangsit.

## Storia
Con il grande aumento dell'urbanizzazione avvenuto in Thailandia negli anni 1970, la provincia di Pathum Thani ha visto un grande incremento della sua popolazione e, data la vicinanza alla capitale, è stata assorbita nella Regione metropolitana di Bangkok (in thailandese กรุงเทพมหานครและปริมณฑล, krung thep maha nakhon lae parimonthon, letteralmente: metropoli di Bangkok e perimetro) insieme alle vicine province di Nakhon Pathom, Samut Prakan, Samut Sakhon e Nonthaburi. Sia Bangkok che ognuna delle province della regione metropolitana hanno mantenuto il proprio governo, mentre la regione non dispone di un proprio ente amministrativo che ne regoli la pianificazione, la gestione e lo sviluppo. Fino al 1981 era conosciuta come Provincia di Prathum Thani.

## Geografia antropica

### Suddivisioni amministrative

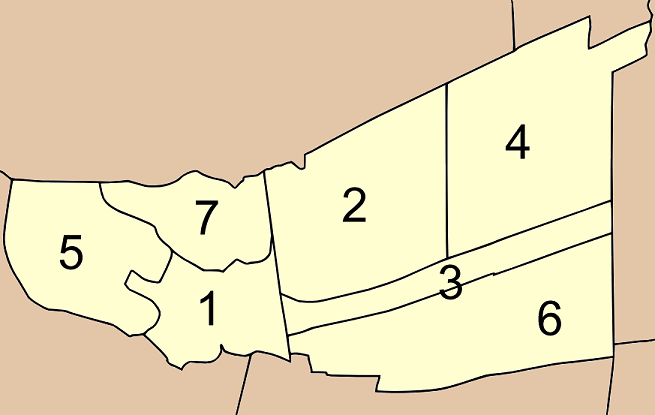
Mappa degli Amphoe

La provincia è suddivisa in 7 distretti (amphoe). Questi a loro volta sono suddivisi in 60 sottodistretti (tambon) e 529 villaggi (muban).
| 1. Mueang Pathum Thani 2. Khlong Luang 3. Thanyaburi 4. Nong Suea | 1. Lat Lum Kaeo 2. Lam Luk Ka 3. Sam Khok |

### Amministrazione locale
A tutto il 2019, qltre all'organizzazione di amministrazione provinciale (in thailandese องค์การ บริหาร ส่วน จังหวัด, Ongkan Borihan suan Changwat, in inglese: Provincial Administrative Organization, PAO) e alle amministrazioni dei distretti, vi erano in provincia 19 municipalità (thesaban). L'unico comune con lo status di città maggiore (thesaban nakhon) era Rangsit, con 84 268 residenti.  Erano inoltre presenti le 10 città minori (thesaban mueang) Bang Khu Rat, Bang Khu Wat, Bueng Yitho, Khlong Luang, Khu Khot, Lam Sam Kaeo, Lat Sawai, Pathum Thani (la meno popolata con 23 528 residenti), Sanan Rak e Tha Khlong (la più popolata con 77 243 residenti). Le altre 8 erano cittadine di sottodistretto (thesaban tambon). Le aree che non ricadevano sotto la giurisdizione delle amministrazioni comunali erano governate da un totale di 37 "Organizzazioni per l'amministrazione del sottodistretto" (ongkan borihan suan tambon).